# Egon Riss
Egon Riss (* 3. August 1901 in Kunzendorf, Galizien; † 17. März 1964 in Colinton, Schottland) war ein britischer Architekt österreichischer Herkunft.

## Leben
Egon Riss stammte aus dem galizischen Teil der österreichisch-ungarischen Monarchie und war jüdischer Herkunft. Nachdem er in Bielitz die Realschule besucht hatte, studierte er in Wien an der Technischen Hochschule. Anschließend bildete er gemeinsam mit Fritz Judtmann eine Architektengemeinschaft, die bis 1934 moderne und funktionale öffentliche Gebäude in Wien errichtete. 1938 emigrierte Riess über die Tschechoslowakei nach England, wo er während des Zweiten Weltkrieges in der britischen Armee diente. Danach übersiedelte er nach Schottland und war dort von 1949 bis 1964 für das Scottish Coal Board als leitender Architekt tätig, für das er Bergwerksbauten errichtete.

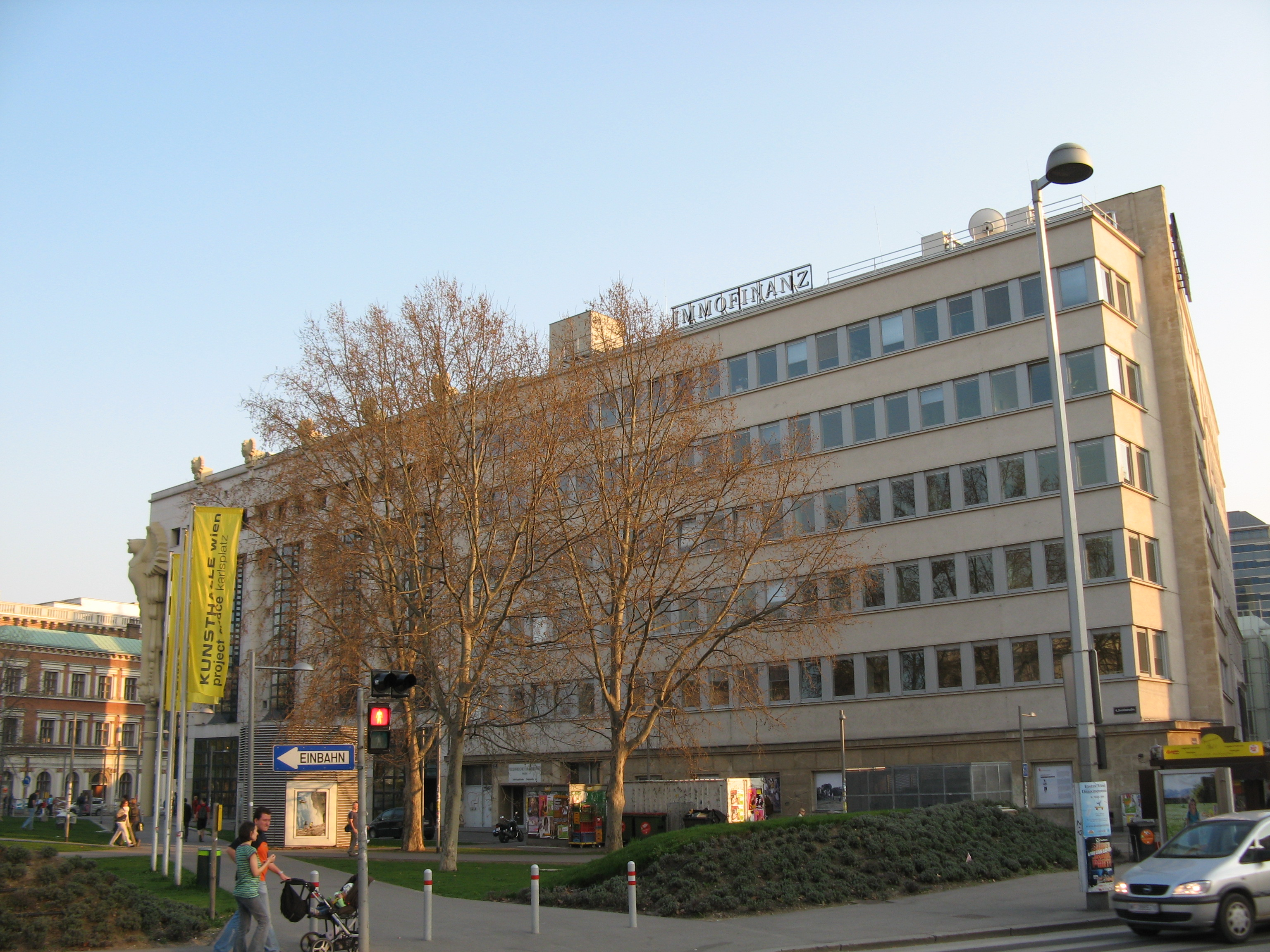
Das Porrhaus in der Operngasse zu Wien

## Werke gemeinsam mit Fritz Judtmann
- Ambulatorium, Strohgasse 28, Wien 3 (1926/27)
- Wohnhausanlage der Gemeinde Wien, Diehlgasse 20–26, Wien 5 (1928/29)
- Tuberkulosepavillon im Krankenhaus Lainz (1929/30)
- Porrhaus, Operngasse 11, Wien 4 (1930/31)
- Haus der Gastgewerblichen Arbeiterschaft, vulgo Porrhaus, Operngasse 9, Wien 4 (1931)

## Schriften
- Raumveredelung – Die neue Stadt. Gerold, Wien 1936